# Marie Baron
Mietje (Marie) de Puij-Baron (Rotterdam, 5 februari 1908 – aldaar, 23 juli 1948) was een Nederlands zwemster.
Baron vertegenwoordigde Nederland tweemaal bij de Olympische Spelen: 'Parijs 1924' en 'Amsterdam 1928'.

## Loopbaan
Baron geldt als een van de wegbereiders van het Nederlandse vrouwenzwemmen. Na Rie Beisenherz was de geboren Rotterdamse in 1924 de tweede Nederlandse zwemster, die uitkwam bij de Olympische Spelen. Daar, in het 50-meterbassin van het zwemstadion Georges Valery van Parijs, maakte Baron indruk in de series van de 200 meter schoolslag; de zestienjarige won met grote overmacht, maar kwam uiteindelijk bedrogen uit. Volgens de jury had de pupil van de befaamde zwemtrainster Ma Braun bij een van de keerpunten niet met de voorgeschreven twee handen aangetikt, en dus volgde diskwalificatie. Een protest van de Nederlandse ploegleiding mocht niet baten.
Bij datzelfde toernooi eindigde Baron met de Nederlandse estafetteploeg op de 4x100 meter vrije slag op de zesde en laatste plaats. Een herkansing kreeg de zesvoudig Nederlands kampioene (1924-1927) in 1928 bij de Olympische Spelen van Amsterdam, en die greep ze met beide handen aan: Baron won ditmaal de zilveren medaille op de 200 meter schoolslag in een tijd van 3.15,2. Bij datzelfde toernooi kwam de tweevoudig wereldrecordhoudster op de kortebaan (25 meter) overigens in actie bij het torenspringen; ze eindigde als vierde met 27,20 punten.
Ze stopte met haar zwemcarrière toen ze eind oktober 1929 haar verloving aankondigde. In 1930 trouwde ze met Pieter Lourens de Puij. Ze kreeg een zoon en een dochter met hem. Baron overleed op 23 juli 1948 na een langdurig ziekbed op 40-jarige leeftijd.

## Resultaten

### Internationale toernooien
| Evenement | Afstand/Onderdeel                | Tijd/Punten | Plaats |
| --------- | -------------------------------- | ----------- | ------ |
| EK 1927   | 200 meter schoolslag             | 3:29.0      | 4      |
| OS 1924   | 200 meter schoolslag             | 3:22.6      | DQ     |
| OS 1924   | 4x100 meter vrije slag estafette | 5:55.8      | 6      |
| OS 1928   | 200 meter schoolslag             | 3:15.2      | Zilver |
| OS 1928   | 10 meter torenspringen           | 27,20       | 4      |

### Nederlandse kampioenschappen zwemmen
| Afstand/Onderdeel        | Tijd/Punten | Jaar | Plaats |
| ------------------------ | ----------- | ---- | ------ |
| 200 meter schoolslag     | <3:40.8     | 1923 | Goud   |
| 100 meter vrije slag     | 1:17.8      | 1924 | Goud   |
| 200 meter schoolslag     | 3:41.0      | 1924 | Goud   |
| 100 meter vrije slag     | 1:16.6      | 1925 | Goud   |
| 4 × 50 meter vrije slag  | 2:27.4      | 1925 | Goud   |
| 100 meter vrije slag     | 1:17.0      | 1926 | Goud   |
| 100 meter schoolslag     | 1:31.8      | 1927 | Goud   |
| 200 meter schoolslag     | 3:23.0      | 1927 | Goud   |
| 400 meter schoolslag     | 7:07.2      | 1927 | Goud   |
| 5 × 50 meter vrije slag  | 3:01.4      | 1927 | Goud   |
| 4 × 100 meter vrije slag | 5:29.2      | 1927 | Goud   |
| 4 × 50 meter wisselslag  | 2:38.2      | 1927 | Goud   |
| 4 × 50 meter wisselslag  | 2:34.4      | 1929 | Goud   |
| 100 meter vrije slag     | 1:14.8      | 1929 | Brons  |

## Wereldrecords
| Afstand              | Tijd   | Datum      | Plaats    |
| -------------------- | ------ | ---------- | --------- |
| 200 meter schoolslag | 3:18.4 | 24-10-1926 | Brussel   |
| 200 meter schoolslag | 3:12.8 | 22-04-1928 | Rotterdam |
| 400 meter schoolslag | 6:54.8 | 20-03-1927 | Brussel   |
| 400 meter schoolslag | 6:45.6 | 25-11-1928 | Brussel   |

## Nederlandse records

### Kortebaan
| Afstand               | Tijd      | Datum      | Plaats         |
| --------------------- | --------- | ---------- | -------------- |
| 100 meter vrije slag  | 1:17.8    | 10-08-1924 | Breda          |
| 100 meter vrije slag  | 1:17.2    | 05-07-1925 | Amsterdam      |
| 100 meter vrije slag  | 1:16.6    | 23-08-1925 | Breda          |
| 100 meter vrije slag  | 1:16.2    | 20-08-1926 | Amsterdam      |
| 200 meter vrije slag  | 3:02.8    | 12-07-1925 | Bergen op Zoom |
| 200 meter vrije slag  | 2:58.0    | 25-07-1926 | Amsterdam      |
| 1500 meter vrije slag | 29:25.4   | 1925       | Hillegersberg  |
| 100 meter schoolslag  | 1:31.0    |            |                |
| 100 meter schoolslag  | 1:28.0    | 28-11-1928 | Den Haag       |
| 200 meter schoolslag  | 3:41.0    |            |                |
| 200 meter schoolslag  | 3:24.2    | 20-07-1924 | Parijs         |
| 200 meter schoolslag  | 3:24.2    | 20-07-1924 | Parijs         |
| 200 meter schoolslag  | 3:18.4 WR | 24-10-1926 | Brussel        |
| 200 meter schoolslag  | 3:12.8 WR | 22-04-1928 | Rotterdam      |
| 400 meter schoolslag  | 7:03.0    | 27-02-1927 | Amsterdam      |
| 400 meter schoolslag  | 6:54.8 WR | 20-03-1927 | Brussel        |
| 400 meter schoolslag  | 6:45.6 WR | 25-11-1928 | Brussel        |

### Langebaan
| Afstand              | Tijd   | Datum | Plaats    |
| -------------------- | ------ | ----- | --------- |
| 200 meter schoolslag | 3:15.6 | 1928  | Amsterdam |